# Tillandsia schatzlii
Tillandsia schatzlii är en gräsväxtart som beskrevs av Werner Rauh. Tillandsia schatzlii ingår i släktet Tillandsia och familjen Bromeliaceae. Inga underarter finns listade i Catalogue of Life.